# Казнь Джейн Грей
«Казнь Джейн Грей» — историческое полотно Поля Делароша, написанное в 1833 году и впервые выставленное на Парижском салоне 1834 года. Картина, почти полвека считавшаяся утраченной, была возвращена публике в 1975 году. К удивлению профессиональных искусствоведов, полагавших, что академическое полотно будет не интересно современному зрителю, «Казнь Джейн Грей» стала одним из самых популярных экспонатов Национальной галереи.

## Сюжет
12 февраля 1554 года королева Англии Мария Тюдор казнила заточённую в Тауэре претендентку, «королеву на девять дней» Джейн Грей и её мужа Гилфорда Дадли. Утром на Тауэр-Хилл был публично обезглавлен Гилфорд Дадли, затем во внутреннем дворике Тауэра, у стен церкви Святого Петра, обезглавили Джейн Грей. Последние минуты её жизни изложены в отчёте нунция Коммендони и протестантской житийной литературе. По мнению кураторов Национальной галереи эти рассказы — миф, порождённый антикатолической пропагандой вскоре после казни Джейн; впрочем, современные историки обычно принимают их за истину. По преданию, перед казнью Джейн дозволили обратиться к узкому кругу присутствовавших и раздать немногие оставшиеся при ней вещи своим спутникам. Молитвенник с предсмертным письмом, предназначенный для передачи сёстрам, достался коменданту Тауэра Джону Бриджесу, перчатки и платки — Элизабет Тилни, прислуживавшей Джейн в заключении. В последний момент, после того, как палач по традиции попросил у жертвы прощения, силы покинули Джейн. С завязанными глазами она потеряла ориентацию и не смогла самостоятельно найти дорогу к плахе: «Что теперь делать? Где она [плаха]?» (англ. What shall I do? Where is it?). Со слов Коммендони, никто из спутников не решился подойти к Джейн, и к плахе её привёл случайный человек из толпы.
Именно этот момент предсмертной слабости запечатлён на картине Делароша. Художник намеренно отступил от хорошо известных исторических обстоятельств казни, изобразив не открытый дворик, а мрачное подземелье Тауэра. Джейн одета в белое — что совершенно невероятно для XVI века; в действительности она была одета в те же простые чёрные одежды, что и на суде в ноябре 1553 года. Две женщины, рыдающие слева у стены — прислуживавшие Джейн и присутствовавшие при казни Элизабет Тилни и её родственница «леди Аллан» (или «Эллен»), полное имя которой не сохранилось. Человек в мехах, сопровождающий Джейн — не легендарный «человек из толпы», а реальный тюремщик Джон Бриджес. Имя палача осталось неизвестным.

## Создание картины
- Последовательность эскизов
- Поиск композиции
- Проработка фигур
- Рисунок для переноса на холст

«Казнь Джейн Грей» была написана в первые годы Июльской монархии, в период, когда академическое искусство Франции шло по «среднему пути» (фр. juste milieu) между классицизмом и романтизмом, а «исторический жанр» (фр. genre historique) большого полотна, впервые заявивший о себе на Салоне 1833 года, только входил в моду. Деларош уже считался признанным мастером: в 1833 году он стал профессором Школы изящных искусств и принял руководство художественной студией и школой своего учителя Антуана Гро. Ученики Делароша, скорее всего, участвовали в создании «Казни Джейн Грей», но об этом не сохранилось ни документальных свидетельств, ни каких-либо следов на самом полотне. Заказчиком полотна, вероятно, был его будущий владелец Анатолий Демидов, заплативший в 1834 году за картину восемь тысяч франков.
В соответствии с академическим каноном Деларош, изучив предмет будущей картины, начал с эскизной проработки её композиции, затем выполнил детальные рисунки главных действующих лиц, выверив на бумаге их позы и выражения лиц, а затем перенёс их очертания с бумаги на холст. В работе над «Принцами в Тауэре» (1831) Деларош отрабатывал композицию на скульптурных изображениях из воска и гипса, но в работе над «Джейн Грей» они вряд ли были необходимы; скорее всего, художник ограничился зарисовками с живой натуры.
Первый из сохранившихся эскизов Делароша датирован 1832 годом. Его главное отличие от законченной картины — в цвете: картина написана в сочных, тёплых цветах, в эскизе они сосуществуют с холодными зелёным и тёмно-синими пятнами. Композиция же эскиза весьма близка к законченной картине, за исключением рисунка интерьера и фигуры палача. В этюде интерьер — не готический, а романский; палач держит не топор, а меч. Вероятно, Деларош воспроизвёл в этюде легенду о казни Анны Болейн, а затем вернулся к историческому описанию казни Джейн Грей. Он наверняка изучил доступные исторические источники, но полный свод его источников не известен; в каталогах Салона упомянут только франкоязычный «Мартиролог протестантов» 1588 года. Предположительно, художник использовал и гравированные копии «Казни Джейн Грей» Джона Опи: поза камеристки в этюдах Делароша почти повторяет картину Опи. Анализ последовательности эскизов показывает, что Деларош уже в самом начале определился с фигурами камеристок и тюремщика (их рисунки, предназначенные для переноса на холст, хранятся в Лувре и в Британском музее), а затем сосредоточился на фигуре Джейн, вслепую ищущей путь на плаху, и на трактовке образа палача. Моделью Джейн, предположительно, послужила актриса «Комеди Франсэз» Анаи́с Обе́р («мадемуазель Анаис»).
Деларош писал картину на дважды грунтованном холсте, не используя картоны и имприматуру соусом, в то время практически обязательную в академической живописи. Очертания каждой фигуры он переносил на холст по отдельности — на рентгенограмме видно, что каждая из них была нарисована углём на собственной масштабной сетке. Подмалёвок был выполнен нейтрально-серыми и коричневатыми красками, с редкими включениями зелёных и синих тонов. Уже на этом этапе художник прописал контуры и детали столь точно, что подмалёвок должен был выглядеть как гризайлевый список с законченной картины. Затем, по высохшему подмалёвку, он завершил её, используя всего один-два слоя краски; там где требовались тонкие, едва заметные цветовые переходы, второй слой нанесён по ещё сырому первому. Платье Джейн написано свинцовыми белилами на ореховом масле с примесями охры, кобальтовой сини и кассельской коричневой: при переходах от света к тени меняются лишь доли пигментов. Пятна чистых пигментов почти не встречаются, исключения — чистый кармин одежд камеристок и теней на штанах палача. Даже чёрные одежды Бриджеса написаны не чистой сажей, но смесью сажи, краппа, берлинской лазури и жёлтых пигментов (такую же смесь позже использовал Эдуард Мане). Вероятно, консерватизм в выборе красок (все они, кроме тенаровой сини и синтетического ультрамарина, использовались ещё в XVIII веке) и полный отказ от битумных пигментов и позволили полотну пережить наводнение 1928 года и последующие полвека хранения в неприспособленных помещениях.

## Реакция современников
Парижане впервые увидели «Казнь Джейн Грей» на открытии Салона 1 марта 1834 года. Центральным событием этой выставки обещала стать долгожданная картина Энгра «Мученичество святого Симфориона», начатая художником ещё в 1824 году. Профессиональная критика разделилась: из 63 отзывов о картине Энгра 25 были похвальными, 35 — отрицательными. Примерно так же, практически поровну, разделились и мнения о картине Делароша: половина критиков, следуя мнению публики, восхваляла её, другая половина поносила. Относительно сдержанные критики вроде Гюстава Планша осуждали деларошевскую практику работы с макетами и «театральность» композиции, в которой все фигуры, подобно актёрам на сцене, выстроены в ряд вблизи плоскости полотна. Личность заказчика, при тогдашних антироссийских настроениях, лишь подстегнула критику Делароша коллегами по цеху вроде Делакруа. Парижская публика же встретила картину Энгра холодно, а «Казнь Джейн Грей» — восторженно. Деларош стал триумфатором Салона 1834 года, Энгр со скандалом покинул Париж и уехал в Рим.
После ретроспективного показа работ Делароша в 1857 году на картину обрушился Теофиль Готье. К этому времени Готье уже переболел критикой академизма и относился к Деларошу подчёркнуто нейтрально; признавая за художником совершенство техники, Готье упрекал его в раболепном следовании вкусам буржуазии. Деларош, с его выверенной композицией и отточенной живописной техникой — идеальный художник для зрителя, пришедшего в Салон полюбоваться не искусством, но историческими анекдотами. Готье предрёк ему и его школе скорое забвение: «Что останется в будущем от Делароша? То же, что осталось в театре от Делавиня». Ту же аналогию между Деларошем и уже полузабытым Делавинем приводил и Александр Дюма. Генри Джеймс, которому в 1857 году было 14 лет, вспоминал в зрелом возрасте о сильном впечатлении от картин Делароша; с годами его отношение изменилось: «Он [Деларош] был идолом нашей юности, но [сейчас] мы относимся к нему на удивление холодно. В действительности это он, Деларош, смертельно холоден. Его [последние картины] — редкая смесь энергичной композиции и плоского, вульгарного исполнения».

## Копии и подражания
По мотивам картины была выполнена карикатура в одноимённой газете: в роли тюремщика выступил Луи-Филипп, в роли жертвы — Свобода.
Под непосредственным впечатлением от «Казни» Делароша написана «Казнь Инессы де Кастро» Карла Брюллова. Брюллов, экспонировавший на Салоне 1834 года «Последний день Помпеи», на спор подрядился написать новую картину всего за семнадцать дней. Результат, по мнению Михаила Алленова — «трагифарс, разыгрываемый актёрами провинциального театра и рассчитанный на невзыскательный вкус. Всё поставлено на грань вызывающей вульгарности: „хотите Делароша? — нате вам Делароша!“ …Если бы вам удалось сопоставить работы Брюллова и Делароша, то последний в своих картинах является самой грацией и тактом». По мнению Александр Бенуа, считавшего Делароша «настоящим упадочником», Брюллов и вовсе был «русским Деларошем», а Деларош — «местным [то есть парижским] Брюлловым». Заслуга их обоих в том, писал Бенуа, что «они влили новую кровь в истощённый, засохший было на классической рутине академизм и тем продолжили искусственно его существование на многие годы».
В литературе описано прямое влияние «Казни» Делароша на «Подписание смертного приговора Торбену Оксу» Эйлифа Петерсена (1875—1876).

## Забвение и возвращение
По смерти Демидова в 1870 году картину приобрёл коллекционер Генри Итон, барон Чейлзмор (1816—1891). В декабре 1902 года, в соответствии с завещанием его сына Уильяма Итона (1841—1902), «Казнь Джейн Грей» перешла во владение филиала Национальной галереи в Миллбэнке (галерея Генри Тейта, ныне Тейт Британия), специализировавшегося на современном зарубежном искусстве. К этому времени интерес к академической живописи давно иссяк, и полотно Делароша не представляло особой ценности для кураторов. Вначале «Джейн Грей» периодически выставляли, затем немодную картину спрятали в подвал.
Ранним утром в воскресенье 7 января 1928 года подвалы галереи затопила разлившаяся Темза. Спасатели и реставраторы сосредоточили усилия на восстановлении ценнейших, по меркам того времени, работ — четырнадцати картин Тёрнера и тысяч повреждённых графических листов. Академические полотна Делароша и Джона Мартина в первоочередной список не попали и восстановлены не были; два года спустя кураторы музея докладывали, что эти картины «вряд ли будут когда-нибудь признаны ценными с художественной точки зрения». «Джейн Грей» оставили в подвале и забыли, а в 1959 году официально признали утраченной.
Весной 1973 года куратор галереи Тейт Кристофер Джонстон, разыскивавший материалы для диссертации о современнике Делароша Джоне Мартине, убедил реставраторов галереи развернуть для просмотра свёрнутые холсты, десятилетиями пылившиеся под рабочими столами. Один из них оказался «утраченной» «Гибелью Помпей» Мартина, другой — «Джейн Грей» Делароша. Несмотря на все невзгоды, картина в целом была, по словам Джонстона, «в достойном состоянии» (англ. in sound condition).
В 1975 году отреставрированная картина была вновь выставлена в Национальной галерее. Никто из организаторов не мог тогда и рассчитывать, что академическое полотно будет способно привлечь массы зрителей; куратор выставки оправдывался в прессе: «Я вовсе не преследую цели реабилитировать Делароша. Единственное, чем он может заинтересовать наше поколение — это вопросом о том, что же сделало его таким популярным в его время…». Неожиданно для организаторов, картина привлекла зрителей и в течение десятилетий остаётся одним из самых популярных экспонатов галереи.

## Комментарии
1. ↑  De Lisle, 2009, p. 39: Элизабет Тилни служила многие годы. Вероятно, она уже была постоянно рядом с Джейн, когда той было ещё одиннадцать лет.
2. ↑  Светская мода середины XVI века предписывала дамам либо чёрные, либо тёмно-пурпурные одежды. Осуждённые обычно носили скромные тёмные одежды. J. Stephen Edwards. 1554: Lady Jane Grey, the Nine Days’ Queen (2010). Дата обращения: 4 июня 2014. Архивировано 30 мая 2014 года.
3. ↑  Немецкий купец и мемуарист Винсент Нолте утверждал, что это он первым посулил Деларошу восемь тысяч франков, а затем Демидов якобы перебил его предложение, заплатив двенадцать тысяч. Этот рассказ считался недостоверным уже при его публикации в 1854 году, см. Nolte, Vincent. Fifty years in both Hemisperes // Littell's The Living Age. — 1854. — Vol. 43.
4. ↑  Bann, 1997, p. 145: «Мартиролог», использованный Деларошем, был французским переложением «Деяний и памятников протестантских мучеников» Джона Фокса..